# جعفر مؤید شیرازی

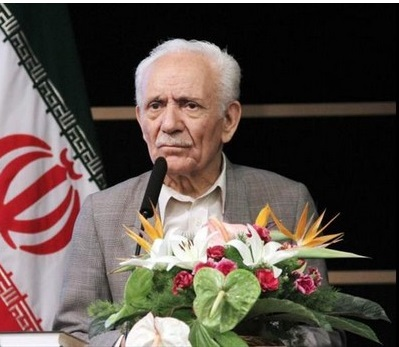

جعفر مؤیّد شیرازی (متولّدِ ۱۳۱۶) سعدی‌پژوه و استاد زبان و ادبیات فارسی است. 

## زندگی
مؤیّد شیرازی در شیراز متولد شد. پدرش شیخ عبدالغفار موید، ادیبی سخن شناس بود و مقدمات ادبیات فارسی را به پسر آموخت. در سال های ۱۳۴۳ و ۱۳۴۷ لیسانس و دکتری ادبیات عرب را از دانشگاه تهران دریافت کرد. در این سال‌ها محضر  بدیع الزمان فروزانفر، سید محمد فرزان و عبدالحمید بدیع الزمانی را درک کرد. از سال ۱۳۴۶ تا ۱۳۴۸ در دانشگاه اهواز و پس از آن تا بازنشستگی در دانشگاه شیراز تدریس کرد و به رتبهٔ استادی نائل آمد.
او برای نگارش کتاب شناختی تازه از سعدی برگزیدهٔ دومین دورهٔ کتاب سال ایران شد.

## آثار
- شناختی تازه از سعدی
- اشعار عربی سعدی
- شعر فارسی از مشروطیت تا امروز
- تاریخ شیراز
- بازیافت بوستانی‌های سعدی
- فارسی امروز برای دانشجویان خارجی